# Bandiera dell'Ohio
La bandiera dell'Ohio venne adottata nel 1902 da John Eisenmann, nel corso della Prima esposizione Pan-Americana.
È l'unica bandiera degli stati Usa a non avere una forma rettangolare, ma a coda di rondine. La forma ricalca le bandierine di guerra usate durante la guerra civile dalle truppe di fanteria.
La bandiera è ricca di significati: il triangolo azzurro simboleggia le colline e le valli dello Stato; le 13 stelle bianche nella parte sinistra rappresentano i 13 Stati che diedero inizio agli Stati Uniti, mentre le 4 stelle nella parte destra simboleggiano i 4 stati che si sono aggiunti all'Unione prima dell'Ohio. Il cerchio bianco all'interno del triangolo rappresenta sia la prima lettera dello Stato, sia il suo soprannome "the Buckeye State" (il Buckeye, detto ippocastano dell'Ohio, è un tipo di castagno). Le bande bianche e rosse rappresentano le strade e le vie navigabili dello Stato.